# Les Champs Élysées
"Les Champs Élysées" is een single van de Frans-Amerikaanse zanger Joe Dassin. Het nummer werd uitgebracht als de derde track op het album Joe Dassin (Les Champs-Élysées) uit 1969.

## Achtergrond
Les Champs Élysées is geschreven door Pierre Delanoë, Mike Deighan en Mike Wilsh en geproduceerd door Jacques Plait. Het nummer is een Franse bewerking van het nummer Waterloo Road van de band Jason Crest. Het nummer gaat over de Avenue des Champs-Élysées en wat er allemaal gedurende een dag gebeurt. Joe Dassin heeft het nummer ook in het Duits en het Engels opgenomen. Het nummer was een succes in meerdere landen in Europa, maar was opmerkelijk genoeg geen hit in Frankrijk. In Nederland haalde het de 16e plek in de Hilversum 3 Top 30 en in Wallonië haalde het zelfs de 4e plaats.

## Andere versies
In 1969 hadden John Kraaijkamp sr. en Rijk de Gooyer een hitje met O Waterlooplein, op de wijs van Les Champs-Élysées. De tekst was van Herman Pieter de Boer onder het pseudoniem Johnny Austerlitz.
In 2022 bracht de Maastrichtse chanssonier John Tana een parodie van het nummer uit onder de titel Sjans in Visé.

## NPO Radio 2 Top 2000
| Nummer met noteringen in de NPO Radio 2 Top 2000 | '99  | '00 | '01  |
| ------------------------------------------------ | ---- | --- | ---- |
| Les Champs-Élysées                               | 1566 | -   | 1737 |

1. ↑  Een '-' betekent dat het nummer niet was genoteerd en een vetgedrukt getal geeft de hoogste notering aan.
2. ↑  Deze tabel is bijgewerkt tot en met de laatste editie (2024).